# Sobeknefer

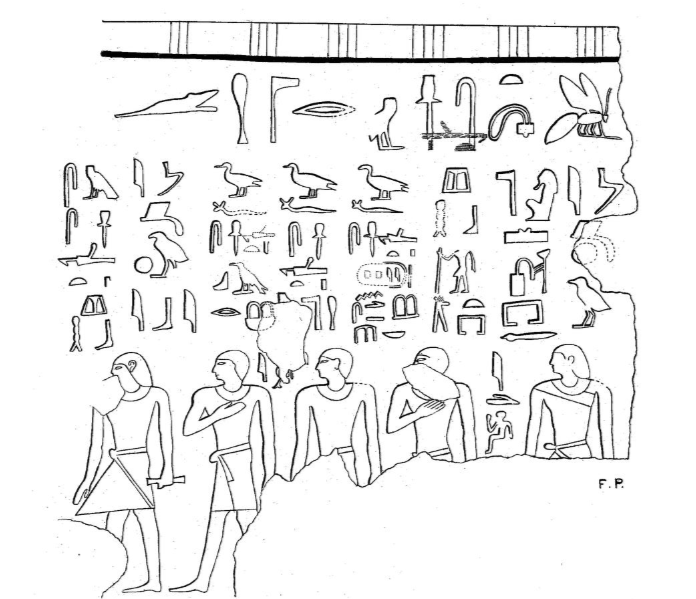
Personen auf der Ostwand

Sobeknefer (vielleicht eher Nefersobek zu lesen: Gut ist Sobek) war ein lokaler Beamter im Alten Ägypten zur Zeit der 6. Dynastie, der von seinem dekorierten Grab in el-Hagarsa in Oberägypten bekannt ist.
Sobeknefer führt in seinem kleinen Grab eine Reihe wichtiger Titel: Er war Vorsteher der Priester, Einzig(artig)er Freund (Smḥr-w ˁ.tj = Semher-wati) und Königlicher Siegler (Ḫtm.tj-bjtj = Chetemti-biti).
Sein kleines Grab besteht aus einer dekorierten Kultkapelle und einer undekorierten Grabkammer. Die Darstellungen sind nicht gut erhalten. Die Kapelle wurde in christlicher Zeit neu dekoriert. Die Kultkappelle ist mit versenkten Reliefs dekoriert. Am Eingang befinden sich Darstellungen des Sobknefer und seine Titel. Auf der Ostwand, in der Kapelle, sind verschiedene Personen, darunter diverse Söhne, dargestellt. Die Westwand ist stark zerstört. Sie zeigt heute noch Opfergaben und das Bild der Gemahlin des Sobeknefer, deren Name aber nicht erhalten ist. Auf der Nordwand befindet sich eine Opferliste.
Das Grab wurde von der Expedition unter Karl Richard Lepsius besucht, der auch eine Inschrift publizierte. Es wurde dann von Flinders Petrie sporadisch beschrieben und 1908 publiziert. 1993 veröffentlichte ein australisches Team unter Naguib Kanawati einen weiteren Bericht, nachdem die Szenen des Grabes nochmals neu gezeichnet und fotografiert worden waren.